# Cắt xám
Cắt xám (danh pháp hai phần: Falco hypoleucos) là một loài chim lá thuộc chi Cắt trong họ Cắt (Falconidae). Chúng là một loài đặc hữu của Úc, thường được giới hạn trong nội địa khô cằn.
Loài này phân bố ở Úc. Chủ yếu có phần trên màu xám và phần dưới màu trắng; sẫm màu hơn trên mũi của lông cánh, da mốc mỏ màu vàng. Cơ thể chiều dài 30–45 cm, sải cánh dài 85–95 cm, trọng lượng 350-600 g. Con mái lớn hơn.